# Parti agricole de Memel
 (juillet 2023).
La mise en forme du texte ne suit pas les recommandations de Wikipédia : il faut le « wikifier ».
Les points d'amélioration suivants sont les cas les plus fréquents. Le détail des points à revoir est peut-être précisé sur la page de discussion.
- Les titres sont pré-formatés par le logiciel. Ils ne sont ni en capitales, ni en gras.
- Le texte ne doit pas être écrit en capitales (les noms de famille non plus), ni en gras, ni en italique, ni en « petit »…
- Le gras n'est utilisé que pour surligner le titre de l'article dans l'introduction, une seule fois.
- L'italique est rarement utilisé : mots en langue étrangère, titres d'œuvres, noms de bateaux, etc.
- Les citations ne sont pas en italique mais en corps de texte normal. Elles sont entourées par des guillemets français : « et ».
- Les listes à puces sont à éviter, des paragraphes rédigés étant largement préférés. Les tableaux sont à réserver à la présentation de données structurées (résultats, etc.).
- Les appels de note de bas de page (petits chiffres en exposant, introduits par l'outil «  Source ») sont à placer entre la fin de phrase et le point final[comme ça].
- Les liens internes (vers d'autres articles de Wikipédia) sont à choisir avec parcimonie. Créez des liens vers des articles approfondissant le sujet. Les termes génériques sans rapport avec le sujet sont à éviter, ainsi que les répétitions de liens vers un même terme.
- Les liens externes sont à placer uniquement dans une section « Liens externes », à la fin de l'article. Ces liens sont à choisir avec parcimonie suivant les règles définies. Si un lien sert de source à l'article, son insertion dans le texte est à faire par les notes de bas de page.
- La présentation des références doit suivre les conventions bibliographiques. Il est recommandé d'utiliser les modèles {{Ouvrage}}, {{Chapitre}}, {{Article}}, {{Lien web}} et/ou {{Bibliographie}}. Le mode d'édition visuel peut mettre en forme automatiquement les références.
- Insérer une infobox (cadre d'informations à droite) n'est pas obligatoire pour parachever la mise en page.

Pour une aide détaillée, merci de consulter Aide:Wikification.
Si vous pensez que ces points ont été résolus, vous pouvez retirer ce bandeau et améliorer la mise en forme d'un autre article.
 (juillet 2023).
Le parti agricole de Memel ou MLP (allemand : Memelländische Landwirtschaftspartei) était le parti politique pro-allemand le plus important et le plus influent de la région de Klaipėda (territoire de Memel) de 1925 à 1934. Le parti était dirigé par Heinrich Conrad, Konrad von Dressler et James Gubba. Ce parti fut fondé le 13 juin 1925 par  l' Union culturelle de Memel (Memelländischer Kulturbund), en même temps que le Parti populaire de Memel, en vue des premières élections au conseil du comté et au Parlement de la région de Klaipėda. Le parti représentait principalement les agriculteurs, les anciens combattants, les pêcheurs et quelques col-blancs. Il publiait le Memel Rundschau, le Lietuviška ceitunga, et le Memeler Dampfboot, tout en controlant  plusieurs institutions agricoles et de crédit, dont Agraria, Landschaftsbank, Vereinsbank et Raiffeisenbank. MLP avait pour pratique d'offrir des rabais à ses membres et a ainsi acquis une influence significative dans la région. En mai 1926, le parti remporte trois sièges (sur 85) au Troisième Seimas de Lituanie (August Mielbrecht, Johann Schuischel et Georg Waschkies). Après la prise du pouvoir par les nazis en Allemagne en 1933, le MLP s'est radicalisé à droite et a encouragé ses membres à rejoindre la Communauté nationale socialiste pro-nazie (Sozialistische Volksgemeinschaft ou SOVOG). Pour leurs activités anti-lituaniennes, le SOVOG et le MLP ont été interdits en 1934. Certains membres du MLP ont été arrêtés et jugés dans le cadre de l' affaire Neumann-Sass. Le parti cessa alors ses activités ; ses anciens membres se sont par la suite présentés aux élections ultérieures via la liste allemande unifiée (Memelländische Einheitsliste en 1935 et Memeldeutsche Einheitsliste en 1938).

## Performances électorales
| Au Parlement de la région de Klaipėda | Au Parlement de la région de Klaipėda | Au Parlement de la région de Klaipėda | Au Parlement de la région de Klaipėda | Aux conseils de comté locaux de. . . | Aux conseils de comté locaux de. . .   | Aux conseils de comté locaux de. . . | Aux conseils de comté locaux de. . .   |
| Date                                  | Votes                                 | %                                     | Des places (Total : 29)               | Date                                 | . . . Klaipėda (Total des sièges : 20) | ... Šilute (Total des sièges : 21)   | . . . Pagegiai (Total des sièges : 21) |
| ------------------------------------- | ------------------------------------- | ------------------------------------- | ------------------------------------- | ------------------------------------ | -------------------------------------- | ------------------------------------ | -------------------------------------- |
| 1925-10-19                            | 23 824                                | 38,0                                  | 11                                    | 1925-07-10                           | dix                                    | 8                                    | 12                                     |
| 1927-08-30                            | 18 776                                | 34.3                                  | dix                                   | 1928-06-11                           | 8                                      | dix                                  | dix                                    |
| 1930-10-10                            | 15 810                                | 31,8                                  | dix                                   | 1931-06-22                           | 12                                     | 11                                   | 11                                     |
| 1932-05-04                            | 24 468                                | 37.2                                  | 11                                    | 1932-07-22 1933-03-14                | 11                                     | –                                    | –                                      |